# Diplospora puberula
Diplospora puberula är en måreväxtart som först beskrevs av Elmer Drew Merrill, och fick sitt nu gällande namn av Syed Javed Ali och Elmar Robbrecht. Diplospora puberula ingår i släktet Diplospora och familjen måreväxter.
Artens utbredningsområde är Filippinerna. Inga underarter finns listade i Catalogue of Life.